# Илой
Илой (на английски: Eloy) е град в окръг Пинал, щата Аризона, САЩ. Илой е с население от 11 896 жители (2007) и обща площ от 185,6 km². Намира се на 474 m надморска височина. ЗИП кодът му е 85231, а телефонният му код е 520.